# Clemens III (motpåve)
Clemens III (latin den milde), egentligen Guibert, född cirka 1025 i Parma, död 8 september 1100 i Civita Castellana, Lazio, var motpåve den 25 juni 1080 och från den 24 mars 1084 till den 8 september 1100. Han utsåg 29 pseudokardinaler, bland andra Adalbert och Theoderic.

## Biografi
Clemens var 1057–1063 kansler för Italien och blev 1072 ärkebiskop av Ravenna. År 1074 slöt han sig till Gregorius VII:s motståndare och blev därför 1075 suspenderad och 1076 bannlyst. Den 25 juni 1080 uppsattes han i Brixen av det kejserliga partiet som motpåve och blev den 24 mars 1084 introniserad i Laterankyrkan. År 1085 erkändes han av det tyska episkopatet som rättmätig påve. Då Clemens saknade initiativkraft, gav inte hans pontifikat kejsar Henrik IV de väntade fördelarna, men Clemens stödde den kejserliga politiken troget till sin död 1100.

### Webbkällor
- Klemens (III) i Nordisk familjebok (andra upplagan, 1911)
- Kirsch, Johann Peter (1910). ”Guibert av Ravenna” (på engelska). Catholic Encyclopedia. New Advent. Arkiverad från originalet den 8 januari 2021. https://archive.md/eBDox. Läst 8 januari 2021.
- Dolcini, Carlo (1982). ”Clemente III, antipapa” (på italienska). Dizionario Biografico degli Italiani – Volume 26. Treccani. Arkiverad från originalet den 8 januari 2021. https://archive.vn/yRptH. Läst 8 januari 2021.